# Philippe Taquet
Philippe Taquet (Saint-Quentin, 25 de abril de 1940 es un paleontólogo francés, director del Museo Nacional de Historia Natural de Francia de 1985 a 1990.

## Honores
- Correspondiente, el 19 de marzo de 1990,
- Miembro de Academia de Ciencias el 30 de noviembre de 2004 en la Sección 'Ciencias del universo'
- En 2004, presidente de la Comisión internacional para la historia de la geología (INHIGEO)
- Electo vicepresidente de la Academia de Ciencias para el periodo 2011-2012
- Electo presidente de la Academia de Ciencias para el periodo 2012-2013

## Biografía
Ganador de Fondation de la Vocation y doctor en Ciencias, en 1973, siendo investigador en el CNRS desde 1965 a 1981, para posteriormente ser titular de la cátedra de paleontología del Museo nacional de historia natural a partir de 1981. Ha dirigido la Unidad de Estudios asociada al CNRS, "Paleoanatomía, filogenia, paleobiogeografía" de 1981 a 1996.

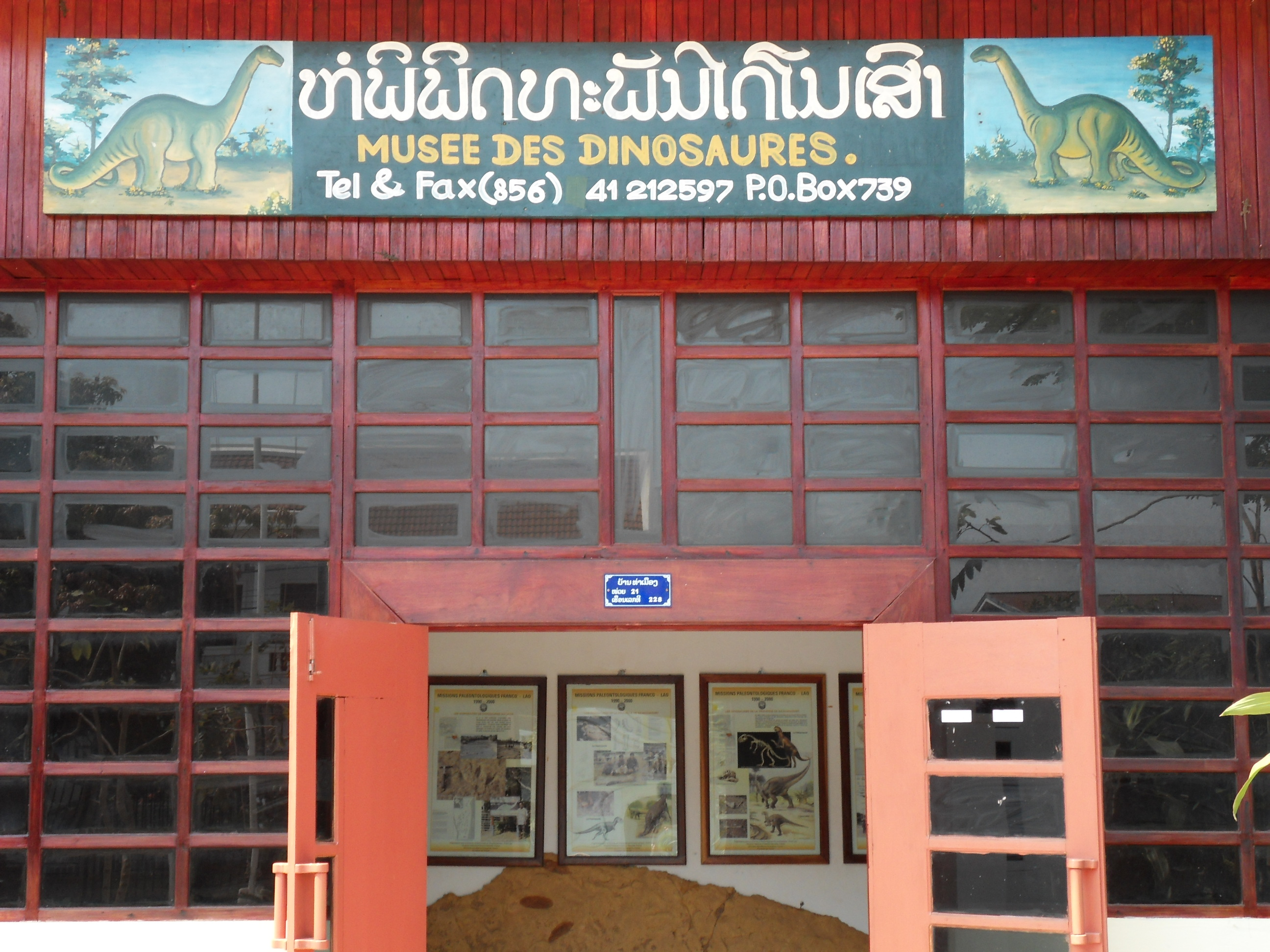
Philippe Taquet fue uno de los iniciadores del Museo de Dinosaurios de Savannakhet, Laos

## Algunas publicaciones
- Georges Cuvier (Naissance d’un génie). Editor Odile Jacob. 539 pp. 2006, ISBN 2-7381-0969-1

- Les Dinosaures d'Europe. Volumen 2, N.º 1 de Comptes rendus: Palevol. Con Kevin Padian, Armand de Ricqlès. 118 pp. 2003

- Quand les reptiles marines anglais traversaient la Manche: Mary Anning et Georges Cuvier, deux acteurs de la découverte et de l'étude des Ichthyosaures et des Plésiosaures. Editor Elsevier SAS, 7 pp. 2003

- Stratigraphie et micropaléontologie de d'Orbigny à nos jours; [le colloque international... au Muséum à Paris du 1.er au 5 juillet 2002]. Volumen 1 de Comptes rendus palevol. Editor Elsevier, 177 pp. 2002

- Un voyageur naturaliste: Alcide d'Orbigny

- Alcide Dessalines d'Orbigny (1802-1857)

- La chasse aux dinosaures - Une introduction à la paléontologie, De Vive Voix

- Dinosaur Impressions: Postcards from a Paleontologist. Con Kevin Padian. Edición ilustrada de Cambridge Univ. Press, 256 pp. 1999 ISBN 0-521-77930-8

- L'empreinte des Dinosaures 1994. Editor Odile Jacob. 363 pp. ISBN 2-7381-0918-7

- Le Monde des dinosaures. Editor P.E.M.F. 49 pp. 1994. ISBN 2-87785-369-1

- Les Bonnes feuilles du Jardin des plantes. Editor Muséum national d'histoire naturelle, 46 pp. 1991

- Cuvier - Buckland - Mantell et les dinosaures. 20 pp. 1982

- Le règne des dinosaures. Con Denys Prache, y Alain Letoct. Editor Hatier, 38 pp. 1981 ISBN 2-218-05589-9

- Géologie et paléontologie du gisement de Gadoufaoua (aptien du Niger). Volumen 17 de Cahiers de paléontologie. Editor CNRS, 191 pp. 1976. ISBN 2-222-02018-2

- Contribution à l'étude de l'ostéologie des mammifères du Quercy. 268 pp. 1965

## Abreviatura (zoología)
La abreviatura Taquet  se emplea para indicar a Philippe Taquet como autoridad en la descripción y taxonomía en zoología.

- Datos: Q595117
- Multimedia: Philippe Taquet / Q595117
- Especies: Philippe Taquet